# Bibliografía de Max Weber

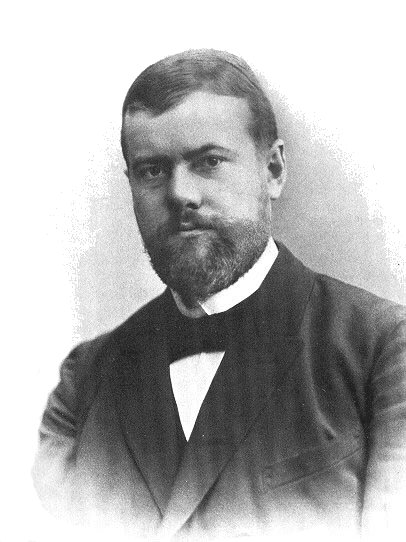
Un retrato de 1894 de Max Weber

Esta es una lista cronológica de obras de Max Weber. Los títulos originales con las fechas de publicación y los títulos traducidos se dan cuando es posible, luego una lista de obras  traducido al  inglés, con la fecha de traducción más antigua. Lo más probable es que la lista de traducciones esté incompleta.
Weber escribió todos sus libros en alemán. Es probable que los títulos originales publicados después de su muerte (1920) sean compilaciones de obras inacabadas (nótese el término 'Ensayos recopilados ...' en los títulos). Muchas traducciones son de partes o selecciones de varios originales alemanes, y los nombres de las traducciones a menudo no revelan de qué obras alemanas proceden.

## Originales
- Zur Geschichte der Handelgesellschaften im Mittelalter (La historia de las organizaciones empresariales medievales) (original - 1889)
- Die Römische Agrargeschichte in ihrer Bedeutung für das Staats- und Privatrecht (Historia agraria romana y su importancia para el derecho público y privado) (original - 1891)
- Die Verhältnisse der Landarbeiter im ostelbischen Deutschland (original - 1892) (Condición de la mano de obra agrícola en Alemania Oriental)
- Die Börse (original - 1894 a 1896) (La bolsa)
- Der Nationalstaat und die Volkswirtschaftspolitik. (original - 1895) (El estado nacional y la política económica) - conferencia inaugural en la Universidad de Friburgo
- Gesammelte Aufsatze zur Religionssoziologie (Ensayos recopilados sobre la sociología de la religión) (original - 1920 a 1921)
- Gesammelte Politische Schriften (Misceláneas políticas recopiladas) (original - 1921)
- Die rationalen und soziologischen Grundlagen der Musik (Fundamentos racionales y sociológicos de la música) (original - 1921)
- Gesammelte Aufsätze zur Wissenschaftslehre (Ensayos recopilados sobre teoría científica) (original - 1922)
- Wirtschaft und Gesellschaft (Economía y sociedad) (original - 1922)
- Gesammelte Aufsätze zur Soziologie und Sozialpolitik (Ensayos recopilados sobre sociología y política social) (original - 1924)
- Wirtschaftsgeschichte (Historia económica general) (original - 1924)
- Staatssoziologie (Sociología del Estado) (original - 1956)
- Max Weber-Gesamtausgabe Archivado el 20 de octubre de 2017 en Wayback Machine. Edición crítica de las Obras completas.

## Traducciones
- La ética protestante y el espíritu del capitalismo (original - 1904 a 1905, traducción - 1930)
- From Max Weber: Essays in Sociology (traducción - 1946) ISBN 0-19-500462-0
- The Theory of Social and Economic Organization (Talcott Parsons 'traducción del volumen 1 de' 'Economía y sociedad' ') (original - 1915 ?, traducción - 1947)
- Max Weber on the Methodology of the Social Sciences (traducción 1949)
- General Economic History - The Social Causes of the Decay of Ancient Civilisation (original - 1927, traducción 1950)
- La religión de China: confucianismo y taoísmo (translation - 1951)
- Ancient Judaism (original 1917-1920, parte de Gesammelte Aufsatze zur Religionssoziologie en 1920-1921, traducción - 1952)
- Max Weber on Law in Economy and Society (traducción - 1954)
- The City (original - 1921, traducción - 1958)
- The Religion of India: The Sociology of Hinduism and Buddhism (traducción - 1958)
- Rational and Social Foundations of Music (traducción - 1958)
- Los tres tipos de legitimidad (traducción - 1958)
- Conceptos básicos en Sociología (traducción - 1962)
- The Agrarian Sociology of Ancient Civilizations (traducción - 1976)
- Critique of Stammler (traducción - 1977)
- Economy and Society : An Outline of Interpretive Sociology (traducción - 1978)
- On Charisma and Institution Building (traducción - 1994)
- Weber: Political Writings (traducción - 1994)
- The Russian Revolutions (original - 1905, traducción—1995)
- Essays in Economic Sociology (traducción - 1999
- Weber's Rationalism and Modern Society: Nuevas traducciones sobre política, burocracia y estratificación social "(original 1914-1919, traducción-2015)

 Traducciones de fecha desconocida: 
- Roscher and Knies and the Logical Problem of Historical Economics (original? - 1903-1905)
- Sociology of Community (traducción - ?)
- Sociology of Religion (traducción - ?)
- Sociology of the World Religions: Introduction (traducción - ?)
- The Rejection and the Meaning of the World (traducción - ?)
- The Objectivity of the Sociological and Social-Political Knowledge, (original? - 1904)
- Politics as a Vocation, (original? - 1919)
- Science as a Vocation, [?] ('Wissenschaft wie Beruf, Politik wie Beruf' ='La ciencia como trabajo, la política como trabajo')
- Sociology of Rulership and Religion, (traducción-?)
- The Protestant Sects and the Spirit of Capitalism, [?]

## Obras disponibles online
Consulte Max Weber del artículo de Max Weber para obtener una lista de sitios web que contienen trabajos en línea de Max Weber.
- Datos: Q6795358